# 双対 (圏論)
圏論という数学の分野において，双対性（そうついせい，英: duality）は圏 C の性質と反対圏 Cop の双対的な性質の間の対応である．圏 C についてのステートメントが与えられると，各射の始域と終域を入れ替え，2つの射の合成の順序を入れ替えることによって，反対圏 Cop についての対応する双対命題が得られる．双対性は，そのようなものとして，ステートメントに関するこの操作の下で正しさが不変であるという主張である．言い換えると，あるステートメントが C について正しければ，その双対のステートメントは Cop について正しい．また，あるステートメントが C について間違いならば，その双対のステートメントは Cop について間違いである．
具体圏 C が与えられたとき，その反対圏 Cop はしばしばそれ自体が抽象的である．Cop は数学的実践から生じる圏である必要はない．この場合，別の圏 D と Cop が圏として同値であるとき，D も C と双対にあると言われる．
C とその反対圏 Cop が同値であるとき，そのような圏は自己双対 (self-dual) である．

## 定義
We define the elementary language of category theory as the two-sorted first order language with objects and morphisms as distinct sorts, together with the relations of an object being the source or target of a morphism and a symbol for composing two morphisms.
Let σ be any statement in this language. We form the dual σop as follows: 
1. σ において各「始域」と「終域」と入れ替える．
2. 射を合成する順序を入れ替える．つまり，各 {\displaystyle g\circ f} を {\displaystyle f\circ g} に置き換える．

インフォーマルには，これらの条件はステートメントの双対は矢と合成を逆にすることによって作られるといっている．
Duality is the observation that σ is true for some category C if and only if σop is true for Cop.

## 例
- 射 {\displaystyle f\colon A\to B} がモノ射であるとは {\displaystyle f\circ g=f\circ h} ならば {\displaystyle g=h} であることをいう．双対を取れば，{\displaystyle g\circ f=h\circ f} ならば {\displaystyle g=h} というステートメントを得る．射 {\displaystyle f\colon B\to A} に対しこれはちょうど f がエピ射であるということである．つまり，モノ射であるという性質はエピ射であるという性質の双対である．

双対性を適用して，これは，ある圏 C における射がモノ射であることと反対圏 Cop においてそれを逆向きにした射がエピ射であることが同値であることを意味する．
- 半順序の不等式の向きを逆にして例が作れる．つまり X が集合で ≤ が半順序関係のとき，新しい半順序関係 ≤new を次で定義できる：

x ≤new y ⇔ y ≤ x.
順序についてのこの例は実際に例である，なぜならば半順序は Hom(A, B) が高々1つの元を持つある種の圏と対応するからである．論理学に適用すれば，否定の非常に一般的な記述に見える（つまり，証明が逆向きに進む）．例えば，束の逆を取れば，結びと交わりの役割が入れ替わることがわかる．これはド・モルガンの法則あるいは束に適用した双対性の抽象的な形である．
- 極限と余極限は双対概念である．
- ファイブレーション（英語版）とコファイブレーション（英語版）は代数トポロジーとホモトピー論における双対概念の例である．この文脈では，双対性はしばしば Eckmann–Hilton 双対性（英語版）と呼ばれる．